# Pergularia exilis
Pergularia exilis là một loài thực vật có hoa trong họ La bố ma. Loài này được (Colebr.) Spreng. mô tả khoa học đầu tiên năm 1824.